# Légy a pasim!
A Légy a pasim! (eredeti cím: Moonlight in Vermont) 2017-ben bemutatott amerikai televíziós romantikus filmvígjáték	Mel Damski rendezésében. A főszerepet Lacey Chabert, Carlo Marks és Jesse Moss alakítja.

## Cselekmény
Fiona Grangely (Lacey Chabert) az egyik legsikeresebb fiatal független ingatlanügynök Manhattanben. Azért vágott bele a szakmába, mert mindig is úgy érezte, hogy a helyhez kötöttség az élet próbaköve, ez az oka annak, hogy apjával, Harris Grangelyvel, az egykori Wall Street-i brókerrel kissé feszült a kapcsolatuk, mivel a férfi a felesége/Fiona édesanyjának halála után eladta egykori „otthonukat” - egy Upper West Side-i lakást New York-ban -, hogy új feleségével, Deliával a festői Vermontban megvásároljanak egy fogadót, ahol korábban Fiona édesanyja is jól érezte magát. 
Miközben Fiona szakmai élete felfelé ível, Harris régi barátja, Irwin jövedelmező ajánlatot tesz neki, hogy vezesse bankja ingatlanrészlegét. 
Fiona magánélete összeomlik, amikor komoly barátja, Nate váratlanul szakít vele, mivel úgy érzi, hogy másodhegedűs szerepet játszik Fiona karrierje mögött. 
Látva, hogy Fionának szüksége van egy kis kikapcsolódásra New Yorktól és Nate gondolatától távol, és hogy átgondolja Irwin üzleti ajánlatát, gyerekkori legjobb barátnője, Angela, egy terapeuta meggyőzi, hogy utazzanak el együtt Vermontba, hogy néhány napra meglátogassák Harrist és Deliát. 
A fogadóba érkezésükkor Fiona azonnal összeütközésbe kerül Harris és Delia új vezető séfjével, Derekkel, akiről azt hiszi, hogy amolyan ház körüli mindenes, mert éppen fát aprít fel, de kiderül róla, hogy francia képzettségű vermonti őslakos, aki a helyi eredetű ételeket szeretné kiemelni a főztjeiben. Fionához hasonlóan Dereknek is van egy próbaköve az életben, mégpedig az ételek és a családjára való emlékezés az édesanyjától és nagyanyjától örökölt recepteken keresztül. 
Derek különleges ételt készít a helyi Maple Faire ünnephez kapcsolódóan, abban a reményben, hogy a fogadó nagyobb nyilvánosságot kapjon, amire szüksége lenne a fennmaradásához. Erre az alkalomra a fogadóba meghívnak ételkritikusokat és bloggereket is, továbbá egy morgós szomszédot, mert szeretnék, ha javulna a vele való kapcsolat.
Ami Fiona pihentető szabadságának ígérkezik, az akkor vesz fordulatot, amikor Nate váratlanul felbukkan a fogadóban új barátnőjével, Haleyvel, akiknek fogalma sem volt róla, hogy a fogadó Harris és Delia tulajdonában van. Fiona a pillanat hevében, és mert nem akarja, hogy az eljövetele menekülésnek látszódjon, és hogy egyúttal féltékennyé tegye Nate-et, azt mondja, hogy már ő is új kapcsolatban él, méghozzá Derekkel. Sikerül meggyőznie Dereket, hogy pár napig menjen bele a cselbe, cserébe ő segít meggyőzni Harris és Delia öreg földműves szomszédját, Chaunceyt, hogy adja el egy darab nem használt földjét Dereknek, aki több saját zöldséget és fűszernövényt szeretne ott termeszteni. Az öreg eddig ellenállt a földje eladásának.
Miközben Fiona és Derek végigmennek a látszólagos kapcsolatuk hullámvasútján, Fiona új felismerésre jut az életével kapcsolatban Derek segítségével, és azzal, hogy apjával elbeszélgetnek a New York-i lakásukról és Fiona anyjáról.

## Szereplők
| Szerep                             | Színész          | Magyar hang     |
| ---------------------------------- | ---------------- | --------------- |
| Fiona Grangely, ingatlanügynök     | Lacey Chabert    | N/A             |
| Derek, főszakács                   | Carlo Marks      | Makranczi Zalán |
| Nate, Fiona volt barátja           | Jesse Moss       | Szabó Máté      |
| Angela, Fiona barátnője, terapeuta | Fiona Vroom      | N/A             |
| Brandon Grangely                   | Jason Cermak     | N/A             |
| Harris Grangely, Fiona apja        | Keith MacKechnie | Csuha Lajos     |
| Delia Grangely, Harris felesége    | Rebecca Staab    | N/A             |
| Haley, Nate új barátnője           | Elise Gatien     | N/A             |
| Irwin, bankár                      | Jason Schombing  | N/A             |